# Danièle Nouy
Danièle Nouy (30 de julio de 1950) es una banquera francesa. Entre el 1 de enero de 2014 y el 1 de enero de 2019 fue la presidenta del Consejo de supervisión del Banco Central Europeo. Fue sustituida por Andrea Enria, que ocupaba el cargo de presidente de la Autoridad Bancaria Europea.

## Biografía
El mandato de Nouy como presidenta del Consejo de Supervisión del Banco Central Europeo está fijado de 1 de enero de 2014 hasta el 31 de diciembre de 2018. Bajo su presidencia se encargará de la implementación del Mecanismo Único de Supervisión.
Al hacer público su nombramiento en el cargo, Mario Draghi, presidente del BCE, declaró, «El nombramiento de la Presidenta del Consejo de Supervisión supone un hito importante para el establecimiento de un mecanismo único de supervisión por parte del BCE para los bancos de la zona euro. La Sra. Nouy cuenta con casi cuarenta años de experiencia dentro de la supervisión bancaria. Su nombramiento permitirá al Consejo de Supervisión partir de su trabajo e implantar todos los requerimientos organizacionales con el objetivo de asumir nuestra responsabilidad supervisora que comienza el 4 de noviembre de 2014.»
Fue la secretaría general de la Autorité de contrôle prudentiel et de résolution francesa del 9 de marzo de 2010 al 31 de diciembre de 2013.
Trabajó en el Banco de Francia de 1976 a 1996.
Está casada y tiene dos hijas.